# Artroplastia reversa do ombro

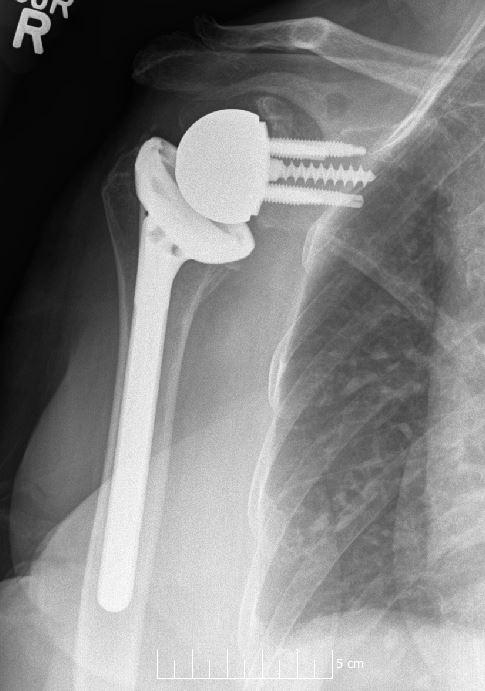
Radiografia de filme simples em anteroposterior (AP) de um estado do ombro direito após artroplastia reversa do ombro usando uma prótese com centro de rotação lateralizado.

A artroplastia reversa do ombro é um tipo de artroplastia do ombro em que a relação normal de bola-e-soquete da articulação glenoumeral é invertida, criando uma articulação mais estável com um fulcro fixo. Essa forma de artroplastia do ombro é utilizada em situações em que a cirurgia convencional de artroplastia do ombro levaria a resultados ruins e altas taxas de falha.
Originalmente considerado um procedimento de resgate, a combinação de características de design aprimoradas e excelentes dados de resultados clínicos fez com que a artroplastia reversa do ombro substituísse amplamente a hemiartroplastia do ombro na maioria das indicações, e até mesmo desafiasse a substituição anatômica convencional do ombro em muitos países como o procedimento de artroplastia do ombro mais comumente realizado.

## Usos médicos
Historicamente, a principal indicação para a realização da artroplastia reversa do ombro era a artropatia por ruptura do manguito, que consiste em artrose glenoumeral avançada na presença de uma ruptura maciça do manguito rotador. À medida que a artroplastia reversa do ombro se tornou mais popular, as indicações se expandiram para incluir a "pseudoparalisia" do ombro devido a rupturas maciças do manguito rotador, fraturas do ombro, perda óssea grave na escápula ou no úmero que impedem o uso de implantes padrão e procedimentos anteriores de artroplastia do ombro que falharam.

## Surgical techniques

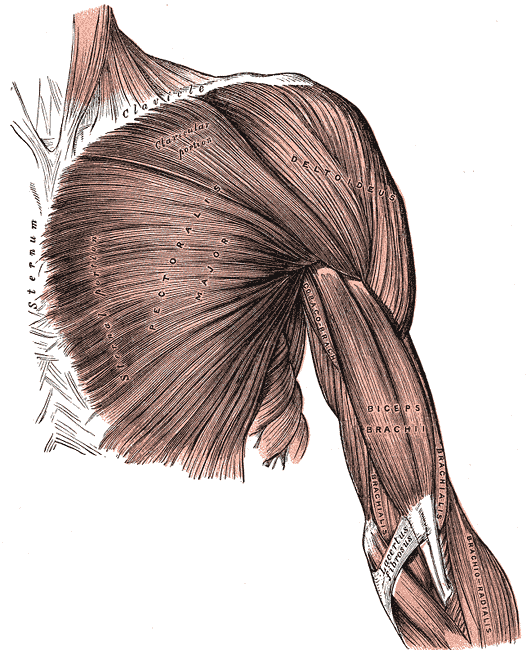
Músculo peitoral maior.

O procedimento é realizado por meio de uma abordagem deltopeitoral, na qual o espaço entre o músculo deltoide e o músculo peitoral maior é desenvolvido. O músculo subescapular, um dos quatro músculos do manguito rotador, geralmente é descolado para a realização da operação. Os ossos nativos do úmero e da escápula são preparados por meio de usinagem precisa para acomodar seus respectivos implantes. Ao final do procedimento, o músculo subescapular é normalmente reparado, embora alguns cirurgiões defendam que esse músculo não seja reparado devido à tensão excessiva colocada sobre ele pela mecânica alterada do design do ombro invertido.
É importante observar que esse é um fenômeno específico do implante, pois determinados designs de ombro invertido interrompem significativamente as relações anatômicas normais, enquanto outros tentam restaurá-las mais perto do que é considerado anatomia normal.

### Implantes
Os implantes modernos de ombro reverso consistem em várias partes. No osso da escápula, há uma placa de base metálica que se desenvolve no osso da glenoide nativa, parafusos e/ou pinos que a mantêm no lugar e um componente metálico redondo de "glenosfera" que é acoplado à placa de base por meio de vários mecanismos diferentes. No osso do úmero, normalmente há um revestimento de polietileno côncavo que se articula com a glenosfera convexa e é fixado a uma haste umeral que cresce no úmero nativo ou é cimentada no lugar. Dentro dessa estrutura básica, há diversas variações diferentes de implantes e, até o momento, não há consenso sobre qual projeto é superior, embora vários estudos tenham demonstrado alguns benefícios de determinadas combinações. Um desses sistemas modernos de implante de ombro reverso é o AltiVate Reverse. Mais informações sobre esse sistema podem ser encontradas no site da DJO.

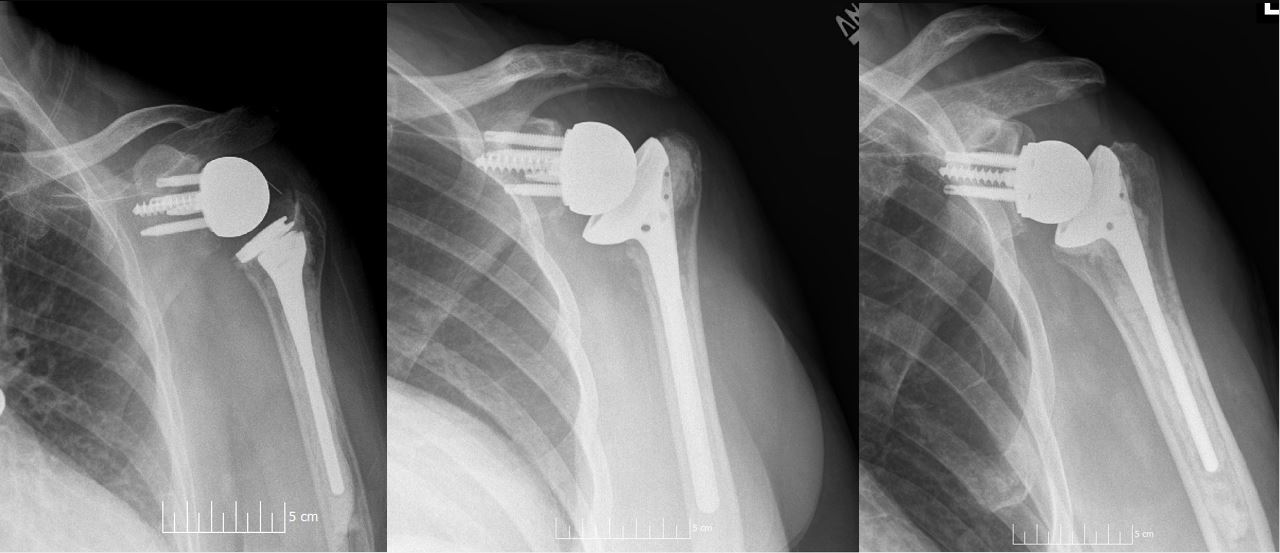
Radiografias de filme simples em vista ântero-posterior (AP) de ombros esquerdos que são status pós-artroplastia reversa de ombro usando três iterações de design, cada uma com um ângulo pescoço-eixo de 135 graus e centro de rotação lateralizado.

A artroplastia tradicional do ombro (conhecida como artroplastia anatômica do ombro) foi desenvolvida para tratar a artrite glenoumeral e consiste no recapeamento da cabeça umeral e da glenoide nativas para criar superfícies articulares lisas e proporcionar alívio da dor e melhor amplitude de movimento. Variações desse procedimento foram realizadas já em 1883. Embora a maioria dos pacientes possa obter uma melhora clínica substancial usando essa abordagem, aqueles com grandes rupturas do manguito rotador têm demonstrado resultados consistentemente ruins devido à perda da estabilidade proporcionada por esses músculos.
Em 1972, o cirurgião ortopédico norte-americano Charles S. Neer projetou uma artroplastia fixa do ombro em que ele inverteu a geometria da bola e do encaixe. Infelizmente, seu projeto resultou em várias falhas iniciais, levando-o a abandonar esse conceito. Vários outros cirurgiões em todo o mundo desenvolveram posteriormente implantes de bola e soquete invertidos e, embora alguns tenham obtido resultados razoavelmente bons, o conceito nunca ganhou força significativa até que o cirurgião francês Paul Grammont desenvolveu sua prótese Trompette em 1985. Ela foi posteriormente modificada para a prótese Delta III em 1991. À medida que a prótese de esfera e encaixe invertidos de Grammont ganhou popularidade e começou a demonstrar resultados confiáveis, ele posteriormente desenvolveu o que seria conhecido como "Princípios de Grammont", que eram um conjunto de regras que explicavam por que sua prótese era eficaz e por que outros designs de esfera e encaixe invertidos falharam.
Em 1998, o cirurgião ortopédico norte-americano Mark Frankle começou a projetar uma prótese de bola e soquete invertida que não seguia os princípios tradicionais de Grammont. Ele começou a patentear esse dispositivo, a RSP (Prótese Reversa de Ombro), em 2002. Muitos duvidaram da eficácia de seu projeto e sugeriram que ele levaria a taxas de falha mais altas, criando uma controvérsia e um debate significativos na comunidade ortopédica. Depois de validar suas teorias com estudos científicos rigorosos e de fazer várias modificações importantes em seu projeto, Frankle acabou desenvolvendo um implante capaz de solucionar as deficiências das próteses do estilo Grammont e, ao mesmo tempo, mostrar excelente capacidade de sobrevivência. Desde então, vários estudos demonstraram as vantagens dos princípios de seu projeto, e muitos dos implantes de ombro reverso da geração moderna se espelharam neles.
Com os bons resultados na artropatia do manguito rotador, as indicações para a realização da artroplastia reversa do ombro também se expandiram para todas as situações em que a função do manguito rotador fica comprometida, como fraturas não reconstruíveis do úmero proximal, sequelas de fraturas, artroplastia de revisão do ombro, instabilidade do ombro, além de artrite e tumores ósseos do úmero proximal.